# Clear and Present Danger
Clear and Present Danger (Brasil: Perigo Real e Imediato / Portugal: Perigo Imediato) é um filme dirigido por Phillip Noyce, baseado no best-seller homônimo de Tom Clancy. Com Harrison Ford no papel do agente da CIA Jack Ryan.

## Sinopse
Agente da CIA (Harrison Ford) é promovido interinamente para dirigir a organização e fica em um fogo cruzado entre os chefes dos cartéis de droga colombianos e um poder paralelo na Casa Branca que, apoiado pelo Presidente dos Estados Unidos (Donald Moffat), promove secretamente uma expedição armada contra os chefões da droga na Colômbia. Mas nem tudo acontece como o esperado e quando a situação foge do controle, este poder paralelo planeja matá-lo.

## Elenco
- Harrison Ford (Jack Ryan)
- Willem Dafoe (John Clark)
- Joaquim de Almeida (Col. Félix Cortez)
- Anne Archer (Cathy Muller Ryan)
- Henry Czerny as Bob Ritter
- Miguel Sandoval (Ernesto Escobedo)
- Thora Birch (Sally Ryan)
- Donald Moffat (Presidente Bennett)
- Benjamin Bratt (Captain Ramírez)
- Raymond Cruz (Domingo Chávez)
- James Earl Jones (Vice Admiral)
- Tom Tammi (Diretor Emile Jacobs)
- Tim Grimm (Dan Murray)
- Ted Raimi (Analista)